# Émile Decombes
Émile Decombes (scritto anche Descombes; Nîmes, 9 agosto 1829 – Parigi, 5 maggio 1912) è stato un pianista e docente francese.

## Biografia
Decombes nacque a Nîmes. Si sa poco della sua vita se non che fu uno degli ultimi allievi di Fryderyk Chopin a Parigi. Insegnò pianoforte nella classe préparatoire al Conservatorio di Parigi tra il 1875 e il 1899, dove tra i suoi studenti figuravano Alfred Cortot, Édouard Risler, Reynaldo Hahn, Gabriel Jaudoin, Joseph Morpain, Maurice Ravel ed Erik Satie che Decombes aveva definito "lo studente più pigro del Conservatorio".
Oltre all'insegnamento, Decombes era anche attivo come curatore di una serie di arrangiamenti per pianoforte solo di concerti per pianoforte classico intitolato École du Piano - Choix de Concertos des Maîtres. Premiers Solos, che fu pubblicato dall'editore parigino Auguste O'Kelly (1829–1900) nel 1875. Aveva raggiunto 50 volumi nel 1888. La serie fu poi continuata dal successore di O'Kelly, Mackar & Noël.
Era fratello del compositore Achille Decombes (morto nel 1893). Morì a Parigi nel 1912, all'età di 82 anni.